# دينيسي هولت
دينيسي هولت (بالإنجليزية: Denise Holt)‏ هي دبلوماسية بريطانية، ولدت في 1 أكتوبر 1949 في فيينا في النمسا.